# Contradictio in adiecto
Eine contradictio in adiecto (lateinisch, „Widerspruch in der Beifügung/Hinzufügung“, auch geschrieben contradictio in adjecto, Contradictio in adjecto, Contradictio in Adjecto) oder ein Widerspruch in sich (lateinisch: contradictio in se, auch: contradictio per se), unmittelbarer Widerspruch ist in der Terminologie der traditionellen Logik ein Widerspruch innerhalb eines Begriffs, das heißt, ein Widerspruch, der darin besteht, dass ein Begriff einander widersprechende Merkmale enthält. Eine contradictio in adiecto liegt zum Beispiel im Begriff rundes Quadrat vor. Die Hinzufügung des Adjektivs rund widerspricht dem Sinn des Wortes Quadrat. In einem weiteren Sinn wird auch der ganze widersprüchliche Begriff selbst als contradictio in adiecto bezeichnet.
Ebenfalls wird der Terminus auf Aussagen angewendet. Die traditionelle Logik fasst Aussagen als stets aus genau zwei Bestandteilen bestehend auf, dem logischen Subjekt (Gegenstand, über den etwas ausgesagt wird) und dem logischen Prädikat (Merkmal, das über das Subjekt ausgesagt wird) – zu dieser Subjekt-Prädikat-Struktur siehe Syllogistik. Unter diesem Gesichtspunkt liegt eine contradictio in adiecto dann vor, wenn der Prädikatsbegriff dem Subjektsbegriff widerspricht, wie das zum Beispiel in der Aussage „Quadrate sind rund“ der Fall wäre. Der Mathematiker Kurt Gödel bewies in seinem Werk Über formal unentscheidbare Sätze der Principia mathematica und verwandter Systeme, dass ein „vollständiges System“ zu konstruieren eine „Contradictio in adiecto“ ist. Die Menschheit wird unabhängig von jedem Fortschritt niemals das Ziel erreichen, alles wissen zu können, da es immer formale Sätze geben wird, über die man nicht entscheiden kann, ob sie wahr oder falsch sind (Gödelscher Unvollständigkeitssatz).
Seltener und darüber hinausgehend spricht man von einer contradictio in adiecto, wenn zwei Aussagen demselben Gegenstand konträre Merkmale zuschreiben (zum Beispiel die beiden Aussagen „Die Erde ist eine Kugel“ und „Die Erde ist eine Scheibe“), vereinzelt sogar wenn zwei konträren Gegenständen dieselben Merkmale zugeschrieben werden.
In der modernen Logik wird der Terminus Contradictio in adiecto kaum mehr verwendet. Auch geht mit der modernen Sicht, dass die traditionelle Einteilung jeder Aussage in Subjekt und Prädikat künstlich und der Sache nicht angemessen sei, der traditionellen Definition „Widerspruch des Prädikats mit dem Subjekt“ die Grundlage verloren. So wird aus ihr modern eine bloße Konjunktion konträrer Termini.
Eine Contradictio in adiecto ist also ein logischer Fehler in einer Formulierung. Wird die Widersprüchlichkeit absichtsvoll formuliert, spricht man vom rhetorischen Stilmittel Oxymoron.

## Beispiele
- Der Begriff Atheistische Religion kann, je nachdem was jeweils unter atheistisch und unter einer Religion verstanden wird, auf den ersten Blick wie der geradezu klassische Fall einer contradictio in adiecto (Atheismus vs. Religion) wirken.[6]
- Ein sterblicher Stein: Die Attribute sterblich oder unsterblich (z. B. Turritopsis dohrnii) können nur einem Lebewesen beigelegt werden.
- Coopetition ist ein Begriff aus der kooperativen Spieltheorie, welche die gegensätzlichen strategischen Ausrichtungen der Kooperation und der Konkurrenz (engl.: cooperation, competition) enthält.
- „‚Deutscher Geist‘: seit achtzehn Jahren eine contradictio in adjecto.“ (Friedrich Nietzsche: Götzen-Dämmerung oder Wie man mit dem Hammer philosophiert, 1889, Sprüche und Pfeile, Aphorismus 23). Nietzsche bezieht sich hier auf die Gründung des Deutschen Kaiserreiches im Jahre 1871, eine direkte Folge der Niederlage Frankreichs im Deutsch-Französischen Krieg. Das Militär hatte eine nach heutigen Maßstäben extrem große Bedeutung im Kaiserreich.